# Dražen Vukov Colić
Dražen Vukov Colić  (Zagreb, 1. svibnja 1944. – Krapinske Toplice, 30. studenoga 2018.) hrvatski novinar, diplomat i kazališni kritičar.

## Životopis

### Počeci
Diplomirao južnoslavenske književnosti i poredbenu književnost na Filozofskom fakultetu u Zagrebu.

### Novinarski rad
U novinarstvu od 1966. Počeo kao student u Studentskom listu u Zagrebu (1966. – 1968.), gdje je bio i zamjenik glavnog urednika. 
U zagrebačkom Vjesniku i njegovoj kući radio je 1968. – 1991. Bio je kazališni kritičar do 1971. Od 1973.  do 1975. bio je urednik rubrike Kulture. 
Dopisnik Vjesnikovih izdanja iz New Yorka bio je 1975. – 1980. 
Po povratku u Zagreb uključen je u ekipu koja je, pod vodstvom Jože Vlahovića pripremila i 1982. pokrenula politički tjednik Danas, gdje je bio zamjenik glavnog urednika. Danas se ubrzo našao u sukobu s politikom Slobodana Miloševića te s dijelom partijskog vodstva u Hrvatskoj. Osobito je oštar bio sukob s Borislavom Mikelićem u Petrinji. Partijsko vodstvo pokrenulo je unutar Osnovne organizacije SKH u Danasu stegovni postupak protiv vodećih urednika, od reda članova Partije. Drugarsko vijeće je dogovorilo kompromis s izaslanikom Predsjedništva Centralnog komiteta Mladenom Žuvelom da se urednici kazne opomenama, što bi im omogućilo da ostanu na čelu tjednika. Nezadovoljno time, hrvatsko partijsko vodstvo je potkraj 1982. istjeralo iz Danasa i urednike koji su mu se zamjerili i predsjednika Drugarskog vijeća. Premješten je za urednika u dvotjednik Start, a 1984. je izabran za dopisnika Vjesnikovih izdanja iz Bonna, što je značilo i punu partijsku rehabilitaciju. Po povratku iz Bonna bio je glavni i odgovorni urednik Danasa 1988. – 1991. 
Predsjednik Tuđman je 1991. smatrao da od Danasa treba učiniti „Time magazin“, pa je Vukov Colić smijenjen, te su gotovo svi urednici otpušteni s posla. 
Vukov Colić je tada djelovao kao slobodni suradnik do 1994., kada je ondašnji glavni urednik Novog lista Veljko Vičević pozvao u svoj dnevnik više vodećih novinara nekadašnjeg Danasa. Vukov Colić je u tome riječkom listu radio do umirovljenja 2010. (uz stanku dok je, ne raskinuvši radni ugovor s Novim listom, bio veleposlanik Republike Hrvatske). Između 1994. i 2000. objavio je više od 1300 kolumna i dobio dvije nagrade Hrvatskoga novinarskog društva.
Od 2010. do 2015. Vukov Colić je bio kolumnist internetskog glasila T-portala.

### Diplomacija
Bio je veleposlanik Republike Hrvatske u Austriji 2000. – 2004., te u Bugarskoj 2004. – 2008. 
Bio je 2000. predsjednik Radne grupe predsjednika Republike Hrvatske za promicanje Hrvatske u svijetu Identitet i image.
Bio je član Savjeta predsjednika Republike Hrvatske za vanjsku politiku i diplomaciju. 

### Obitelj
Bio je od 1973. oženjen novinarkom Davorkom Grenac, kasnije Davorkom Vukov Colić.

## Nagrade i priznanja

### Novinarske nagrade
- Zlatno pero Društva novinara Hrvatske (1993.)
- Nagrada Veselko Tenžera' Hrvatskoga novinarskog društva za novinara godine (1996.)
- Nagrada "Otokar Keršovani" za životno djelo (2010.)

### Odlikovanja
- Austrija: Veliki Orden za zasluge sa srebrnom zvijezdom
- Bugarska: Orden Stare planine prvog stupnja

## Vanjske poveznice
- MVEP RH - Diplomatske misije i konzularni uredi RH u svijetu Dražen Vukov Colić